# 강연정
강연정(1987년 4월 6일 ~ )은 대한민국의 배우이다.

## 학력
- 서일대학교 연극과

## 출연작

### 영화
- 《내가 죽던 날》 (2020년) - 도연 역

### 드라마
- 《구미호뎐 1938》(2023, tvN) - 너구리 부부 배아음 역
- 《하이클래스》 (2021년, tvN) - 성경아 역
- 《시크릿 부티크》 (2019년, SBS) - 이희섭 딸 역
- 《검법남녀 2》 (2019년, MBC) - 강아름 역
- 《KBS 드라마 스페셜 - 까까머리의 연애》 (2017년, KBS2) - 유지율 역
- 《내일 그대와》 (2017년, tvN)
- 《낭만닥터 김사부》 (2016년, SBS)

### 뮤지컬
- 《무도회장 폭탄사건》
- 《투모로우 모닝》
- 《미스대디》
- 《미스터마우스》
- 《빨래》
- 《블랙메리포핀스》
- 《뮤직박스》
- 《거울공주 평강이야기》
- 《환상의 커플》
- 《오! 당신이 잠든 사이》
- 《뮤직 인 마이 하트》
- 《사랑은 비를 타고》

### 연극
- 《메모리 인 드림》
- 《B 클래스》
- 《톡톡》
- 《러브스코어》
- 《올모스트 메인》
- 《두근두근 내 인생》
- 《백설공주를 사랑한 난장이》

## 음반
- 《Love score》 (2018년) (with 강성)